# Кербер Леонід Львович
Леонід Львович Кербер (3(17).06.1903, Санкт-Петербург — 9.10.1993, Москва) — видатний фахівець в галузі авіаційного обладнання, Лауреат Ленінської премії та Державної премії СРСР, був нагороджений двома орденами Леніна, орденом Вітчизняної війни I ступеня, Червоної Зірки, медалями.

## Біографія
Народився в родині морського офіцера Людвіга Бернгардовича Кербера, чий батько Бернгард Кербер був професором судової медицини Дерптського університету.
Після року навчання в першому класі німецької гімназії в 1913 р. поступив в Перший кадетський корпус, звідки в 1917 р. перевівся в Морський кадетський корпус.
В 1925 проходив дійсну військову службу за програмою на звання молодшого командира запасу РСЧА. Службу проходив в 1-му радіополку у Володимирі разом з відомими пізніше полярним радистом Е. Т. Кренкелем і розвідником Р. І. Абелем. У полку отримав спеціальності радіомеханіка і радіотелеграфіста.
До арешту НКВС у 1938 році працював у системі РСЧА, займався системами зв'язку для різних родів військ та видів військової техніки, в тому числі і для авіації.

## Арешт
У 30-і роки займався апаратурою радіонавігації для туполівських бомбардувальників ТБ-3 і рекордного АНТ-25 в плані підготовки перельоту в США через Північний полюс. Він був засуджений по 58 статті (пп. 7 і 11) до 8 роки таборів і етапований під Архангельськ в Кулойлаг на лісоповал.
З 1939 року в ЦКБ-29, де працював над моделями «100» (прототип Пе-2), «102» (ДВБ-102, М-2) і в А. М. Туполєва над «103» (прототип Ту-2). У 1943 році був направлений на фронт, для допомоги в освоєнні першого Ту-2, потім працював в ОКБ по створенню системи фотообладнання для Ту-2Р і над дальнім бомбардувальником Ту-2Д («62»). 

## Після звільнення
З травня 1941 року, після того як його реабілітували і звільнили з ув'язнення, він продовжує працювати в ОКБ, їде в евакуацію до Омська, повертається в 1943 році до Москви і до кінця своєї трудової діяльності (він вийшов на пенсію в 1968 році) працює в ОКБ А. Н. Туполєва, з 1953 року вже на посаді його заступника з обладнання. У післявоєнний період вніс величезний внесок в освоєння систем обладнання стратегічного бомбардувальника Ту-4 і в створення комплексів обладнання для всіх туполівських пасажирських і цивільних літаків, аж до Ту-144.
Був автором багатьох науково-технічних та науково-мемуарних книг («Ту — людина і літак», «Туполівська шарага» і ін.). Через видання останньої за кордоном йому довелося в 70-і роки покинути ОКБ. Примітно, що книга «Туполівська шарага» була видана під псевдонімом «Г. Озеров», вже після того, як розійшлася повністю анонімним самвидавом. У 1988 році була написана нова, доповнена, редакція цієї книги.